# Ewy
Ewy – wieś w Polsce, położona w województwie podlaskim, w powiecie augustowskim, w gminie Sztabin.
| SIMC    | Nazwa    | Rodzaj    |
| ------- | -------- | --------- |
| 0769427 | Podgórze | część wsi |

W latach 1975–1998 miejscowość administracyjnie należała do województwa suwalskiego.